# Episodi di Autostop per il cielo (quinta stagione)
La quinta e ultima stagione della serie televisiva Autostop per il cielo è stata trasmessa in anteprima negli Stati Uniti d'America dalla NBC tra il 12 ottobre 1988 e il 4 agosto 1989.
| nº | Titolo originale             | Titolo italiano | Prima TV USA    | Prima TV Italia |
| -- | ---------------------------- | --------------- | --------------- | --------------- |
| 1  | Whose Trash Is It Anyway?    |                 | 12 ottobre 1988 |                 |
| 2  | Hello and Farewell (Part 1)  |                 | 7 dicembre 1988 |                 |
| 3  | Hello and Farewell (Part 2)  |                 | 7 dicembre 1988 |                 |
| 4  | The Silent Bell              |                 | 21 marzo 1989   |                 |
| 5  | The Reunion                  |                 | 2 giugno 1989   |                 |
| 6  | The Source                   |                 | 9 giugno 1989   |                 |
| 7  | The Squeaky Wheel            |                 | 16 giugno 1989  |                 |
| 8  | Goodbye, Mr. Zelinka         |                 | 23 giugno 1989  |                 |
| 9  | Choices                      |                 | 30 giugno 1989  |                 |
| 10 | Summer Camp                  |                 | 14 luglio 1989  |                 |
| 11 | The Inner Limits             |                 | 21 luglio 1989  |                 |
| 12 | It's a Dog's Life            |                 | 28 luglio 1989  |                 |
| 13 | Merry Christmas from Grandpa |                 | 4 agosto 1989   |                 |

## Whose Trash Is It Anyway?
- Titolo originale: Whose Trash Is It Anyway?
- Diretto da: Michael Landon
- Scritto da: David Thoreau

### Trama
Jonathan e Mark fanno visita ad un amico di Mark che si candida a una carica pubblica. Quando il suo avversario cerca di diffamarlo le cose sfuggono di mano.
- Altri interpreti: Tracy Fraim, Craig Hurley, Lenore Kasdorf.

## Hello and Farewell (parte 1)
- Titolo originale: Hello and Farewell
- Diretto da: Michael Landon
- Scritto da: Vince R. Gutierrez

### Trama
Un'ex infermiera del Vietnam soffre di disturbo da stress post-traumatico mentre un adolescente, in attesa di entrare nella formazione da pilota, scopre di essere stato adottato.
- Altri interpreti: David Ackroyd, H. Richard Greene, Shelby Leverington, Matthew Perry.

## Hello and Farewell (parte 2)
- Titolo originale: Hello and Farewell
- Diretto da: Michael Landon
- Scritto da: Vince R. Gutierrez

### Trama
Un adolescente adottato scopre che sua madre biologica è una veterana del Vietnam che soffre di disturbo da stress post-traumatico.
- Altri interpreti: David Ackroyd, H. Richard Greene, Shelby Leverington, Matthew Perry.

## The Silent Bell
- Titolo originale: The Silent Bell
- Diretto da: Michael Landon
- Scritto da: Parke Perine

### Trama
Quando la chiesa decreta che la religione venga insegnata nella sua scuola materna, un ministro affronta una crisi di coscienza e un esodo di insegnanti e studenti etnicamente misti.
- Altri interpreti: Don Hood, Mimi Kuzyk, Dennis Lipscomb.

## The Reunion
- Titolo originale: The Reunion
- Diretto da: Michael Landon
- Scritto da: David Ketchum e Tony DiMarco

### Trama
È la riunione del liceo di Mark e i suoi compagni anziani devono fare i conti con il fatto che non sono più i giovani popolari di una volta.
- Altri interpreti: Maureen Arthur, Lloyd Bochner, Eve Brent.

## The Source
- Titolo originale: The Source
- Diretto da: Michael Landon
- Scritto da: Elaine Newman e Ed Burnham

### Trama
L'incarico di Jonathan lo vede lavorare come consulente di facoltà in un giornale scolastico.
- Altri interpreti: Alan Fudge, Scott Fults, Andy Lauer, Dack Rambo

## The Squeaky Wheel
- Titolo originale: The Squeaky Wheel
- Diretto da: Michael Landon
- Scritto da: Paul W. Cooper

### Trama
Un ex veterano ha perso le gambe durante la guerra. In seguito si rende conto che ha ancora molto da offrire.
- Altri interpreti: Deborah Benson, Robert David Hall, John Milford.

## Goodbye, Mr. Zelinka
- Titolo originale: Goodbye, Mr. Zelinka
- Diretto da: Michael Landon
- Scritto da: Jerry Winnick

### Trama
Un amato e anziano insegnante è costretto a ritirarsi, anche se vuole continuare ad insegnare. I suoi studenti si radunano per salvargli il lavoro.
- Altri interpreti: Lew Ayres, Terri Ivens, James Karen, David Kaufman, Todd Susman.

## Choices
- Titolo originale: Choices
- Diretto da: Michael Landon
- Scritto da: Parke Perine

### Trama
L'incarico di Jonathan e Mark li vede come investigatori privati. I loro clienti sono una coppia vietnamita venuta negli Stati Uniti per cercare i figli a cui hanno dovuto rinunciare durante la guerra.
- Altri interpreti: Dante Basco, Jusak Bernhard, Michele Marsh, Haing S. Ngor

## Summer Camp
- Titolo originale: Summer Camp
- Diretto da: Michael Landon
- Scritto da: Tom Sullivan (soggetto); Jodie Lewis (sceneggiatura)

### Trama
Dopo aver subito gravi ustioni in un incidente, una top model e attrice diventa consulente in un campo estivo per bambini ciechi gestito da Jonathan e dall'amico cieco di Mark, Frank.
- Altri interpreti: Priscilla Barnes, Joshua Bryant, John Considine, Tom Sullivan.

## The Inner Limits
- Titolo originale: The Inner Limits
- Diretto da: Michael Landon
- Scritto da: Lan O'Kun

### Trama
Un giovane sta valutando l'idea di istituzionalizzare il fratello, completamente paralizzato e senza parole da molti anni, contro il volere della madre che insiste sul fatto che il fratello non è vegetativo ma può capire veramente.
- Altri interpreti: Tim Choate, Joseph Culp, Lorie Griffin

## It's a Dog's Life
- Titolo originale: It's a Dog's Life
- Diretto da: Michael Landon
- Scritto da: Parke Perine

### Trama
Mark sembra essere da solo in questo incarico quando il Boss ha apparentemente trasformato Jonathan in un cagnolino.
- Altri interpreti: Murphy Cross, Richard Marcus, Garette Ratliff Henson.

## Merry Christmas from Grandpa
- Titolo originale: Merry Christmas from Grandpa
- Diretto da: Michael Landon
- Scritto da: Michael Landon

### Trama
Un ricco magnate ama il suo giovane nipote. La sua azienda sta facendo cose subdole che danneggiano l'ambiente. Jonathan porta il nonno nel futuro per mostrargli la devastazione ambientale che la sua compagnia ha causato, colpendo direttamente il suo amato nipote e le generazioni future.
- Altri interpreti: Josh Clark, John Finnegan, Mark Roberts, Barbara Brownell.